# Glandularia hybrida
Glandularia hybrida är en verbenaväxtart som först beskrevs av Groenland och Rümpler, och fick sitt nu gällande namn av Guy L. Nesom och John Francis Pruski. Glandularia hybrida ingår i släktet Glandularia och familjen verbenaväxter. Inga underarter finns listade i Catalogue of Life.